# Benedict Hollerbach
Benedict Hollerbach (Starnberg, 17 mei 2001) is een Duits voetballer die doorgaans speelt als spits. In juli 2025 verruilde hij Union Berlin voor Mainz 05.

## Clubcarrière
Hollerbach speelde in de jeugd van TSV Tutzing en kwam via 1860 München in 2014 terecht in de opleiding van Bayern München. Deze verliet hij in 2019 voor VfB Stuttgart en een jaar later nam Wehen Wiesbaden hem over. Hij tekende bij die club een contract voor drie seizoenen. Voor die club kwam hij in zijn eerste twee seizoenen tot respectievelijk drie en één competitietreffer. Aan het einde van het seizoen 2022/23 promoveerde Hollerbach met Wehen Wiesbaden naar de 2. Bundesliga. Hij was veertien keer trefzeker in de reguliere competitie en tijdens de nacompetitie scoorde hij nog driemaal in twee wedstrijden.
Na de promotie besloot Hollerbach de club te verlaten; voor circa twee miljoen euro nam Union Berlin hem over. Hierdoor kwam hij in de Bundesliga te spelen. De aanvaller debuteerde in deze competitie op 3 september 2023, toen door een goal van Xavi Simons en twee treffers van Benjamin Šeško met 0–3 verloren werd van RB Leipzig. Hollerbach kwam tijdens deze wedstrijd als invaller voor Datro Fofana binnen de lijnen. Zijn eerste Bundesliga-doelpunt maakte hij op 9 december van datzelfde jaar, tegen Borussia Mönchengladbach. Mede door zijn doelpunt werd met 3–1 gewonnen, waarmee een einde kwam aan een reeks van tien wedstrijden op rij zonder zege.
Hollerbach sloot het seizoen 2023/24 af met vijf competitiedoelpunten. Het jaar erop kwam hij tot negen doelpunten in de Bundesliga. Hierop werd hij voor zo'n tien miljoen euro overgenomen door Mainz 05. Hij zette zijn handtekening onder een verbintenis voor de duur van vier seizoenen, ingaande per juli 2025.

## Clubstatistieken
| Seizoen | Club            | Competitie | Competitie | Competitie | Beker | Beker | Internationaal | Internationaal | Nacompetitie | Nacompetitie | Totaal | Totaal |
| Seizoen | Club            | Competitie | Wed.       | Dlp.       | Wed.  | Dlp.  | Wed.           | Dlp.           | Wed.         | Dlp.         | Wed.   | Dlp.   |
| ------- | --------------- | ---------- | ---------- | ---------- | ----- | ----- | -------------- | -------------- | ------------ | ------------ | ------ | ------ |
| 2020/21 | Wehen Wiesbaden | 3. Liga    | 28         | 3          | 3     | 1     | —              | —              | —            | —            | 31     | 4      |
| 2021/22 | Wehen Wiesbaden | 3. Liga    | 31         | 1          | 1     | 0     | —              | —              | —            | —            | 32     | 1      |
| 2022/23 | Wehen Wiesbaden | 3. Liga    | 37         | 14         | 2     | 2     | —              | —              | 2            | 3            | 41     | 19     |
| 2023/24 | Union Berlin    | Bundesliga | 28         | 5          | 1     | 0     | —              | —              | —            | —            | 29     | 5      |
| 2024/25 | Union Berlin    | Bundesliga | 34         | 9          | 2     | 0     | —              | —              | —            | —            | 36     | 9      |
| 2025/26 | Mainz 05        | Bundesliga | 0          | 0          | 0     | 0     | 0              | 0              | —            | —            | 0      | 0      |
| Totaal  | Totaal          | Totaal     | 158        | 32         | 9     | 3     | 0              | 0              | 2            | 3            | 169    | 38     |

Bijgewerkt op 1 juli 2025.